# Xã Bunker Hill, Quận Macoupin, Illinois
Xã Bunker Hill (tiếng Anh: Bunker Hill Township) là một xã thuộc quận Macoupin, tiểu bang Illinois, Hoa Kỳ. Năm 2010, dân số của xã này là 3.346 người.